# Финенко, Сергей Георгиевич
Серге́й Гео́ргиевич Фине́нко (родился 9 сентября 1963, Кисловодск, Ставропольский край) — Председатель думы города-курорта Кисловодска.

## Биография
В 1980 году окончил среднюю школу № 3, в 1984 г. — Ростовский институт народного хозяйства. В институте активно занимался общественной деятельностью и спортом, являлся членом комитета комсомола, командиром комсомольского оперативного отряда. Дважды выезжал в составе студенческих строительных отрядов в Архангельскую область для возведения объектов народного хозяйства.
С 1984 по 1986 год проходил срочную службу в рядах Вооружённых сил СССР.
Работал экономистом в СК МТУ «Контур» (Пятигорск, 1986—1987); в 1987—2007 гг. — инженером-экономистом, заместителем генерального директора по маркетингу Кисловодской фабрики сувенирных изделий (ЗАО «Кисловодский фарфор — „Феникс“»); в 2007—2011 гг. — заместителем директора ОАО «Кисловодскгоргаз».
В 2001—2006 гг. на общественных началах исполнял обязанности председателя квартального комитета № 12 города Кисловодска. В 2006—2011 гг. — депутат Кисловодского Совета (Думы) III созыва, председатель постоянной комиссии по собственности, бюджету и финансам. С марта 2011 года — Председатель Думы города-курорта Кисловодска IV созыва.
В 2014 году был единогласно избран Главой города Кисловодска.

## Семья
Женат, трое детей.